# Prieuré de Haute-Bruyère
 (décembre 2018).
Le prieuré de Haute-Bruyère, aussi connu comme prieuré Notre-Dame-des-Hautes-Bruyères, était un monastère de l'ordre de Fontevraud près de Saint-Rémy-l'Honoré en Yvelines, Île-de-France recevant des femmes ainsi que des hommes. 

## Historique
Le prieuré a été fondé en 1114 par Amaury III de Montfort et Bertrade de Montfort, sa sœur, qui est devenue une moniale de l'ordre de Fontevraud après la fin de son mariage avec le roi Philippe Ier. Tous les monastères filiales de l'abbaye de Fontevraud avaient le titre de prieurés parce qu'ils restaient sous l’entière dépendance de Fontevraud, et l'abbesse de cette abbaye était le seul chef de toute la congrégation.
En 1192, le comte de Meulan, Robert II de Meulan multiplie ses largesses vers l'abbaye.
Au XVe siècle, des bandes armées ravageant la région, les cultures furent détruites et le prieuré fut un temps abandonné.
Dès 1515 pourtant la réforme du prieuré de Haute-Bruyère est faite par Étienne Gentil, prieur du prieuré de Saint-Martin des Champs, qui dépend de Marmoutier ».
En 1537, on y compte 128 personnes. Le roi François Ier meurt le 31 mars 1547 au château de Rambouillet, près de Haute-Bruyère. Son corps est transporté au prieuré, où son cœur et ses entrailles ont été conservés dans une sorte d’urne supportée par un piédestal carré jusqu'en 1852, date de son transfert à la basilique de Saint-Denis . 
De 1590, à 1591, les religieuses sont en procès au bailliage d'Épernon contre Étienne Fleur pour cens et rentes non acquittés.
La Révolution française marque la fin de l'ordre de Fontevraud et du prieuré de Haute-Bruyère. Celui-ci est fermé en 1790, les terres sont vendues et le prieuré démoli en 1794.

## La nécropole des Montfort
Depuis sa fondation, le prieuré est la nécropole familiale des seigneurs et comtes de Montfort-l'Amaury   . Ils étaient précédemment inhumés au Prieuré Saint-Thomas d'Épernon.
Parmi d'autres, les membres suivants de la famille y sont enterrés :
- Bertrade de Montfort, reine des Francs, fondatrice du prieuré ; elle fut inhumée au milieu du chœur de l’église du prieuré sous une plaque de marbre noir sur laquelle était une plaque de cuivre rouge ciselé ;
- Simon IV de Montfort, chef de la croisade des albigeois ;
- Amaury VI de Montfort (cœur), connétable de France, fils du précédent ;
- Béatrice de Montfort, petite-fille du précédent.

## Liste des prieures
- 1114-1128 : Bertrade de Montfort (1070-1128), rentrée en retraite en 1108, après la mort de son mari, à l' abbaye Notre-Dame de Fontevraud. Elle est de 1114 à sa mort en 1128 prieure de Haute-Bruyère.
- 2 mai 1258. Mathurine, prieure de Haute-Bruyère, abandonne au roi un cens sur la maison du bourgeois Jehan Chanberi (de Chambly)[7].
- Mai 1258 Jehanne, abbesse de Fontevrault, confirme les lettres d'amortissement de la prieure de Haute-Bruyère[8].
- En 1495, Madeleine d’Orléans est prieure de Pont-l’Abbé en Saintonge, puis de Hautes-Bruyères[9].
- 1530 : Agnès de Marfin qui  réforma le prieuré.
- 1567 : Michelle de Hérangue, qui délivre un reçu pour 100 livres perçues sur le domaine de Caen cette année-là[10].

## Personnalités ayant séjourné au prieuré
- La fille cadette de Gui III de Chevreuse et d'Aline de Corbeil au XIIIe siècle[11].

## Possessions

### Granges et fermes
- Haute-Bruyère ; Beauvais ; Châtillon ; Montmort ; de la Justice (ferme aux bœufs) ; ferme de la Tasse (1662-1789) aux Essarts-le-Roi.
- Épernon : bâtiment pour l'exploitation des droits de mesurage des grains et du vin ; donation de ses biens à Épernon par Guillaume de Puiseux.

### Vignes
- Courbevoie ; Nanterre ; Puteaux ; Rueil ; Suresnes. Le prieuré possédait aussi un pressoir du XIIIe siècle vendu comme bien national à la Révolution, pressoir bâti en grès et divisé en trois nefs dont les voutes étaient  supportées par deux rangées de piliers disposés six par six[12].

### Chapelles, églises et oratoires
Un oratoire au lieu-dit Abbecourt à Orgeval a fait l'objet d'une convention avec l'abbaye Notre-Dame de Coulombs.

## Description des bâtiments
L'entrée, toujours existante est celle de la ferme actuelle, le linteau porte les armoiries du couvent , tout de suite à droite se trouvent les écuries, en face la grange qui servait d'hôpital, dans son prolongement le bâtiment des Pères avec cloître, dortoir, réfectoire et chapelle privée, venait après l'église prieurale construite en 1778 et détruite en 1794, le cimetière en contrebas. En face de l'église la salle capitulaire qui a été détruite à la Révolution sera remplacée par une maison construite en 1798 avec des pierres du prieuré, les deux cloîtres sont dans le prolongement de celle-ci. Il existait également un abreuvoir.